# Record (prestatie)
Een record is een gemeten overtreffende waarde. Vaak betreft het de beste prestatie in een bepaald gebied. Een record kan volgens verschillende criteria tot stand komen (grootste..., kleinste..., langste..., verste...) op basis van verscheidene grootheden.
Records komen overal voor en duiden op de tot dan maximaal of minimaal bereikte of waargenomen waarden, die later overschreden kunnen worden. 

## Guinness Book of Records
Een populaire optekening van records is het Guinness Book of Records, dat jaarlijks uitgegeven wordt. Het bundelt alle bestaande en nieuwe records op gebied van sport en spel, menselijk lichaam, natuur, kunst en cultuur, reizen en transport, moderne maatschappij, wetenschap en hightech en andere ongewoonheden.